# Karol Kennedy
Karol Estelle Kennedy Kucher (Shelton, Washington, 14 de fevereiro de 1932 – Seattle, Washington, 25 de junho de 2004) foi uma patinadora artística norte-americana, que competiu em provas de duplas. Ela conquistou uma medalha de prata olímpica em  1952 ao lado do parceiro e irmão Peter Kennedy, e cinco medalhas em campeonatos mundiais, sendo uma de ouro e quatro de prata.

## Principais resultados

### Com Peter Kennedy
| Resultados                                            | Resultados       | Resultados        | Resultados      | Resultados       | Resultados      | Resultados       | Resultados       | Resultados    | Resultados    | Resultados    | Resultados    | Resultados    |
| Internacional                                         | Internacional    | Internacional     | Internacional   | Internacional    | Internacional   | Internacional    | Internacional    | Internacional | Internacional | Internacional | Internacional | Internacional |
| Evento/Temporada                                      | 1945– 1946       | 1946– 1947        | 1947– 1948      | 1948– 1949       | 1949– 1950      | 1950– 1951       | 1951– 1952       |               |               |               |               |               |
| ----------------------------------------------------- | ---------------- | ----------------- | --------------- | ---------------- | --------------- | ---------------- | ---------------- | ------------- | ------------- | ------------- | ------------- | ------------- |
| Jogos Olímpicos                                       |                  |                   | 6.ª             |                  |                 |                  | Medalha de prata |               |               |               |               |               |
| Campeonato Mundial                                    |                  | Medalha de prata  | 4.ª             | Medalha de prata | Medalha de ouro | Medalha de prata | Medalha de prata |               |               |               |               |               |
| Campeonato Norte-Americano                            |                  | Medalha de bronze |                 | Medalha de ouro  |                 | Medalha de ouro  |                  |               |               |               |               |               |
| Nacional                                              |                  |                   |                 |                  |                 |                  |                  |               |               |               |               |               |
| Campeonato dos Estados Unidos                         | Medalha de prata | Medalha de prata  | Medalha de ouro | Medalha de ouro  | Medalha de ouro | Medalha de ouro  | Medalha de ouro  |               |               |               |               |               |
|                                                       |                  |                   |                 |                  |                 |                  |                  |               |               |               |               |               |
| Legenda: Competição não foi disputada nesta temporada |                  |                   |                 |                  |                 |                  |                  |               |               |               |               |               |